# Procol Harum
Procol Harum byla britská rocková skupina, která dosáhla vrcholu na konci 60. a během 70. let 20. století. Po rozpadu roku 1977 ji členové obnovili v roce 1991. Existovala až do úmrtí frontmana Garyho Brookera v únoru 2022. Kapela výrazně přispěla k rozvoji symfonického (progresivního) rocku. Styl byl ovlivněn barokní a další klasickou hudbou (především J. S. Bachem), rovněž také blues, soulem a R&B. Nejznámější píseň „A Whiter Shade of Pale“ z roku 1967 dosáhla prodejnosti 10 milionů kopií.
První album nahrála skupina ve složení:
- Gary Brooker – zpěv a klavír
- Matthew Fisher – varhany Hammond
- Robin Trower – kytara
- David Knights – baskytara
- Barrie Wilson – bicí

## Diskografie
Studiová alba
- Procol Harum (1967)
- Shine On Brightly (1968)
- A Salty Dog (1969)
- Home (1970)
- Broken Barricades (1971)
- Grand Hotel (1973)
- Exotic Birds and Fruit (1974)
- Procol's Ninth (1975)
- Something Magic (1977)
- The Prodigal Stranger (1991)
- The Well's on Fire (2003)
- Novum (2017)